# グレートブリッジの戦い
グレートブリッジの戦い（英:Battle of Great Bridge）は、アメリカ独立戦争中の1775年12月9日に、バージニアのグレートブリッジ地域で行われた戦闘である。この戦闘で大陸軍が勝利したことで、アメリカ独立戦争初期のバージニア植民地ではダンモア卿などイギリス政府の残党を排除することができた。戦闘の直ぐ後、当時はロイヤリストの拠点であったノーフォークが占領、破壊され、大陸軍はバージニアを支配した。

## 背景
アメリカ独立宣言に先立つこと7ヶ月の1775年12月9日、グレートブリッジの戦いでバージニア植民地にいたイギリス軍が完敗し、当時は第2のバンカーヒルの戦いと呼ばれた。3週間後の1776年1月1日、大陸軍によるノーフォーク占領に繋がり、ノーフォークは砲撃で完全に破壊された。バージニア植民地におけるイギリスの支配は終わった。
バージニア植民地総督ダンモア卿はウィリアムズバーグから撤退したが、ノーフォークは「ロイヤリストの巣」と考えられ、パトリオット（愛国者）のプランテーションを略奪し、奴隷達を味方に付け印刷所を確保することで、反乱軍に対して攻勢に出られると考えた。まだ1個連隊と数個大隊を持っていたダンモア卿は11月30日に「我々はこの植民地に倫理観を取り戻させるべきと本当に信じている」と書き記した。
一方、大陸軍の総司令官ジョージ・ワシントンは、ダンモア卿を「即座に潰して」その軍勢を大きくしないようにすべきと主張した。ニューイングランドから大陸会議議長宛に「私は命令するつもりはない。私が自由に意見を述べることは許してくれると思う。アメリカの運命はこの冬にノーフォークを明け渡させるか否かに大いに掛かっているというのが私の意見だ」と書き送った。

## 戦闘
当時の「バージニア・ガゼット」の証言によれば、ダンモア卿はケンプス・ランディングで反乱者を破った後で、10マイル (16 km)南、エリザベス川の南流にあるグレートブリッジに移動した。グレートブリッジはカロライナから来る砂利、タール・カリウムおよびテレビン油を近くのノーフォークに出荷船積みする場所であった。ダンモア卿は反乱が大きくなるのに応じて、北岸（ノーフォーク側）に防御柵を設け、橋の床板を外し、対岸の家5，6軒を破壊したうえに、橋に続く狭い土手道に12ポンド砲2門を置いて防御を固めた。
第2バージニア連隊の指揮を執っていたウィリアム・ウッドフォード大佐は、植民地の西部にあるフォーキア、オーガスタおよびカルペパー各郡からの民兵、およびプリンセスアンおよびノーフォーク各郡の志願兵をグレートブリッジに集めた。ウッドフォードはカロライナのベイル大佐の下に「正規兵、民兵および志願兵」からなる250名の部隊が到着したと報告した。バージニア・ガゼットは「ダンモア卿の横柄で乱暴な行為を聞いたノースカロライナの郷士志願兵150名がバージニアに行軍してきた」と伝えた。
ダンモア卿は敵の勢力について誤った情報を与えられ、ノーフォークにいたオッター号の水兵に「60名の町の男」を加えてグレートブリッジを急襲させるために送った。12月9日の早朝、バージニア人が起床の合図を打ち鳴らすと共に、イギリス軍チャールズ・フォーダイス大尉が60名の擲弾兵と1隊の正規兵及び民兵を率いて橋を渡った。島に据えられた2門の大砲の助けを借りて、フォーダイスはパトリオットの防塞に攻勢を掛けた。パトリオットのトラビス中尉はイギリス軍約120名が50ヤード (45 m)に近付くまで発砲するなと部下に命令した。防塞からの攻撃が無かったのでイギリス軍は防塞が放棄されていると信じ込み、フォーダイスはその帽子を振って「今日は我が軍の勝ちだ」と叫び、防塞に向かって突進した。フォーダイスとその部下がパトリオットの陣地に近付くと、約80名のパトリオットが立ち上がり、狙いを定め近付く敵に向けて壊滅的な一斉射撃を放った。フォーダイスは胸壁からほんの15歩の間に14発の弾丸を受けて倒れた。多くのイギリス兵が倒され残った者は混乱の中に退却した。橋の所にあったイギリス軍の大砲が火を放ち続けたが、パトリオット胸壁の援軍と側面からの十字砲火によってイギリス軍はそれ以上前進ができなかった。約25分間の戦闘で、ノーフォーク近くに集合したパトリオットを叩こうというダンモアの試みは徹底的に撥ね付けられた。
イギリス兵が傷ついたり戦死した者を島から運び出すための「休戦」に続いて、イギリス軍は夜の間に抜け出してノーフォークの船に戻った。何人かの負傷したイギリス兵はパトリオットに手当てされ、フォーダイスの遺体は戦場近くにパトリオットの手によって軍葬の礼で葬られた。イギリス軍の損失は、ダンモアの「公式」報告で62名の死傷から、逃亡したパトリオットの報告の102名まで分かれている。パトリオットは1名が親指に軽傷を負っただけだった。

## 戦闘の後
バージニア植民地でのイギリス王室の支配は終わった。完敗であった。イギリス軍の損失は102名の死傷と報告され、フォーダイスの擲弾兵のうち生き残ったのは11名のみであった。アメリカ兵は1人が負傷した。
イギリス軍はノーフォークに撤退した。ジョージ・ワシントンがニューイングランドから大陸会議宛に手紙を書いた時までに、ウッドフォード大佐はウィリアムズバーグの植民地会議議長エドマンド・ペンドルトン宛てに、彼とロバート・ハウ大佐とで1,725名の兵を率いてノーフォークを完全支配し、ロイヤリストとその家族は港にあるダンモアの船オッター号に逃げたと報告した。